# Friday's EDGE
『Friday's EDGE』（フライデイズエッジ）は、日本テレビで放送されている深夜のドラマ・バラエティー枠の総称である。2024年4月6日（4月5日深夜）から毎週土曜日の0時30分から0時59分（金曜日深夜）に放送されている。
通称は「フラエジ」。

## 放送番組
※すべての番組とも、ステレオ放送のみ対応で、字幕放送は行われていない。
| 放送期間                      | 番組名                                                  | 主な出演者                                                               | 備考 |
| ----------------------------- | ------------------------------------------------------- | ------------------------------------------------------------------------ | --- |
| 2024年4月6日 - 5月11日        | クイズ 多い方が勝ち!                                    | 二宮和也                                                                 | 第1回・第3回・第6回は放送時間変則。 |
| 2024年5月18日 - 6月22日       | THEバディ〜最強の2人を決めるクイズショー〜              | 菊池風磨（Timelesz）                                                     | 全6回で半分以上が放送時間変則。 |
| 2024年6月29日                 | おとぎダマし                                            | 風間俊介                                                                 | 放送時間変則。 第2弾が「サンバリュ」同年12月1日放送。 |
| 2024年7月6日 - 8月31日        | 私をもらって〜追憶編〜                                  | 前田公輝 久保田紗友                                                      | ドラマ。 |
| 2024年9月7日・14日            | サクサクヒムヒム ☆推しの降る夜☆                         | 佐久間大介（Snow Man） 日村勇紀（バナナマン）                            | 2週目は0:45 - 1:14に放送。 |
| 2024年9月21日・28日           | 今夜ファミレスで                                        | 飯塚悟志（東京03）                                                       | 0:35 - 1:04に放送。 |
| 2024年10月4日 - 11月23日      | 離婚弁護士 スパイダー 〜慰謝料争奪編〜                  | 高橋メアリージュン                                                       | ドラマ。 |
| 2024年11月30日 - 2025年2月1日 | 私をもらって〜恋路編〜                                  | 前田公輝 久保田紗友                                                      | ドラマ。 第1回は放送時間変則。 |
| 2024年12月28日                | アイタイシソンヌ〜シソンヌと相対する女優〜              | シソンヌ                                                                 | 非ネット局あり。 |
| 2025年1月4日                  | やるっきゃない!                                         | くっきー!（野性爆弾） 河出奈都美（日本テレビアナウンサー）               | 1:15 - 1:44に放送。 |
| 2025年2月8日 - 3月22日        | 離婚弁護士 スパイダー 〜偽りと裏切り編〜                | 高橋メアリージュン                                                       | ドラマ。 第1回は放送時間変則。 |
| 2025年3月29日 - 4月12日       | スギるヤツ                                              | さらば青春の光                                                           | コント番組。 1週目は当初は0:40 - 1:09に放送予定だったが、プロ野球中継による繰り下がりの為、1:10 - 1:39に放送。 第1弾が「サンバリュ」2024年12月8日に放送。 |
| 2025年4月19日・26日           | 真夜中の社内恋愛                                        | 第2弾：高橋恭平（なにわ男子） 第3弾：橋本将生＆篠塚大輝（timelesz）      | ドラマ+座談会。 1週目は0:55 - 1:24に放送。 第1弾が「クリエイタードラゴン」2024年12月24日に放送。                                                          |
| 2025年5月3日                  | 春日ロケーション〜春日プロデューサーの旅番組〜          | 春日俊彰（オードリー） 佐藤満春（どきどきキャンプ） 松田好花（日向坂46） | 1:15 - 1:44に放送。Hulu配信番組シーズン4。 |
| 2025年5月10日 - 6月14日       | 櫻井信五の鬼スケ旅                                      | 櫻井翔、村上信五                                                         | |
| 2025年6月28日                 | Kis-My-Ft2 藤ヶ谷太輔&横尾渉 NAKED〜素のまま沖縄2人旅〜 | Kis-My-Ft2（藤ヶ谷太輔、横尾渉）                                         | |
| 2025年7月5日 - 7月26日        | 齋藤飛鳥の今夜は飲んで帰ろう                            | 齋藤飛鳥                                                                 | 3週目は1:05 - 2:34に放送。4週目は0:40 - 1:09に放送。 |
| 2025年8月2日                  | 脱教養番組                                              | アルコ&ピース                                                            | |
| 2025年8月9日                  | ●●のデータ全部取る!                                     | 川島明（麒麟）                                                           | 1:05 - 1:34に放送予定。 |
| 2025年8月16日                 | トーク★ハンサム                                         | 寺西拓人（timelesz）                                                     | |
| 2025年8月23日・30日           | コントラスト                                            | 千原ジュニア                                                             | 1週目は0:50 - 1:19に放送予定。2週目は1:35 - 2:04に放送予定。                                                                                              |

## ネット局
全編ローカルセールス枠での放送となっている。
| 放送対象地域   | 放送局                    | 系列                                         | 放送日時                      | ネット状況 |
| -------------- | ------------------------- | -------------------------------------------- | ----------------------------- | ---------- |
| 関東広域圏     | 日本テレビ（NTV）         | 日本テレビ系列                               | 土曜 0:30 - 0:59 （金曜深夜） | 制作局     |
| 北海道         | 札幌テレビ（STV）         | 日本テレビ系列                               | 土曜 0:30 - 0:59 （金曜深夜） | 同時ネット |
| 青森県         | 青森放送（RAB）           | 日本テレビ系列                               | 土曜 0:30 - 0:59 （金曜深夜） | 同時ネット |
| 岩手県         | テレビ岩手（TVI）         | 日本テレビ系列                               | 土曜 0:30 - 0:59 （金曜深夜） | 同時ネット |
| 宮城県         | ミヤギテレビ（MMT）       | 日本テレビ系列                               | 土曜 0:30 - 0:59 （金曜深夜） | 同時ネット |
| 秋田県         | 秋田放送（ABS）           | 日本テレビ系列                               | 土曜 0:30 - 0:59 （金曜深夜） | 同時ネット |
| 山形県         | 山形放送（YBC）           | 日本テレビ系列                               | 土曜 0:30 - 0:59 （金曜深夜） | 同時ネット |
| 福島県         | 福島中央テレビ（FCT）     | 日本テレビ系列                               | 土曜 0:30 - 0:59 （金曜深夜） | 同時ネット |
| 山梨県         | 山梨放送（YBS）           | 日本テレビ系列                               | 土曜 0:30 - 0:59 （金曜深夜） | 同時ネット |
| 新潟県         | テレビ新潟（TeNY）        | 日本テレビ系列                               | 土曜 0:30 - 0:59 （金曜深夜） | 同時ネット |
| 長野県         | テレビ信州（TSB）         | 日本テレビ系列                               | 土曜 0:30 - 0:59 （金曜深夜） | 同時ネット |
| 富山県         | 北日本放送（KNB）         | 日本テレビ系列                               | 土曜 0:30 - 0:59 （金曜深夜） | 同時ネット |
| 石川県         | テレビ金沢（KTK）         | 日本テレビ系列                               | 土曜 0:30 - 0:59 （金曜深夜） | 同時ネット |
| 鳥取県・島根県 | 日本海テレビ（NKT）       | 日本テレビ系列                               | 土曜 0:30 - 0:59 （金曜深夜） | 同時ネット |
| 広島県         | 広島テレビ（HTV）         | 日本テレビ系列                               | 土曜 0:30 - 0:59 （金曜深夜） | 同時ネット |
| 山口県         | 山口放送（KRY）           | 日本テレビ系列                               | 土曜 0:30 - 0:59 （金曜深夜） | 同時ネット |
| 徳島県         | 四国放送（JRT）           | 日本テレビ系列                               | 土曜 0:30 - 0:59 （金曜深夜） | 同時ネット |
| 香川県・岡山県 | 西日本放送（RNC）         | 日本テレビ系列                               | 土曜 0:30 - 0:59 （金曜深夜） | 同時ネット |
| 高知県         | 高知放送（RKC）           | 日本テレビ系列                               | 土曜 0:30 - 0:59 （金曜深夜） | 同時ネット |
| 福岡県         | 福岡放送（FBS）           | 日本テレビ系列                               | 土曜 0:30 - 0:59 （金曜深夜） | 同時ネット |
| 長崎県         | 長崎国際テレビ（NIB）     | 日本テレビ系列                               | 土曜 0:30 - 0:59 （金曜深夜） | 同時ネット |
| 熊本県         | くまもと県民テレビ（KKT） | 日本テレビ系列                               | 土曜 0:30 - 0:59 （金曜深夜） | 同時ネット |
| 宮崎県         | テレビ宮崎（UMK）         | フジテレビ系列 日本テレビ系列 テレビ朝日系列 | 土曜 0:30 - 0:59 （金曜深夜） | 同時ネット |
| 鹿児島県       | 鹿児島読売テレビ（KYT）   | 日本テレビ系列                               | 土曜 0:30 - 0:59 （金曜深夜） | 同時ネット |

### 過去の同時ネット局
| 放送対象地域 | 放送局                | 系列           | 放送日時                      | ネット状況                      |
| ------------ | --------------------- | -------------- | ----------------------------- | ------------------------------- |
| 静岡県       | 静岡第一テレビ（SDT） | 日本テレビ系列 | 土曜 0:30 - 0:59 （金曜深夜） | 2025年6月28日で同時ネット終了。 |
| 中京広域圏   | 中京テレビ（CTV）     | 日本テレビ系列 | 土曜 0:30 - 0:59 （金曜深夜） | 2025年6月28日で同時ネット終了。 |